# Sulcacis affinis
Sulcacis affinis är en skalbaggsart som först beskrevs av Leonard Gyllenhaal 1827.  Sulcacis affinis ingår i släktet Sulcacis, och familjen trädsvampborrare. Arten är reproducerande i Sverige.